# 투발 우리야 버틀러

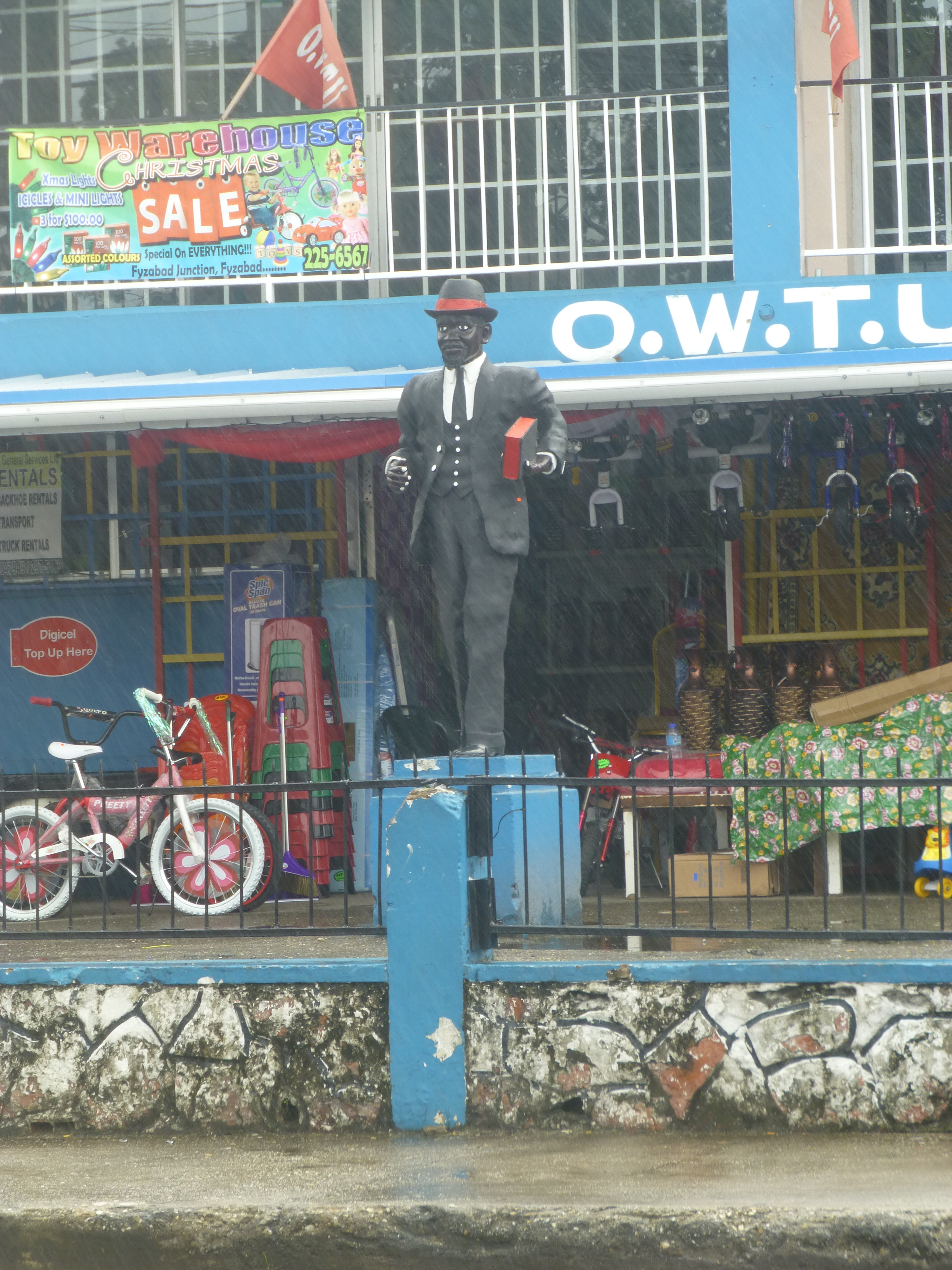

투발 우리야 "버즈" 버틀러(영어: Tubal Uriah "Buzz" Butler, 1897년 1월 21일 - 1977년 2월 20일)는 그레나다 세인트조지스 출신의 영성침례교 설교자이자 노동계 지도자다. 트리니다드 토바고에서 활동했다. 1937년 노동자 폭동의 지도자였다.
분류;트리니다드 토바고 입법평의회 의원